# Dichiarazione universale sulla bioetica ed i diritti umani
(Fare riferimento alla bioetica senza curare i diritti umani, non è bioetica)
La Dichiarazione universale sulla bioetica e i diritti umani (UDBHR) è una dichiarazione di norme universali di bioetica elaborato dal Comitato internazionale di bioetica (CIB) dell'UNESCO, ed approvato nel 2005..
Il motivo per elaborare tale dichiarazione, era l'ampia mancanza di linee guida di bioetica nelle nazioni più povere e la considerazione che tra le oltre 190 mazioni dell'ONU solo una cinquantina possedevano un comitato etico nazionale. Il UDBHR sarebbe nato per riempire questo vuoto, e perché l'UNESCO non era nuova alla bioetica, avendo già prodotto la Dichiarazione universale sul genoma umano e la Dichiarazione universale dei diritti umani nel 1997.
Fin dalla sua fondazione, uno dei cardini dell'UNESCO fu trovare una via di accordo tra l'etica e la scienza. Julian Huxley, il primo direttore generale, riteneva che per contribuire alla pace, la sicurezza ed il benessere umano, fosse necessario trovare dei punti di correlazione tra le applicazioni delle scienza ad una scala di valori.
La dichiarazione fu variamente lodata e criticata:
- molti eticisti, principalmente del sud del mondo, ne lodarono il lavoro, in quanto aumenterebbe, secondo loro, la qualità della ricerca, anche in stati, ove non esista alcuno standard.
- altri la ritenevano invece zoppicante, vaga e a rischio di danneggiare la ricerca stessa e la sanità pubblica. Accusano inoltre l'UNESCO di essersi allargata oltre i propri confini.[2]

## Principali concetti espressi dalla dichiarazione
I presupposti della dichiarazione sono:

È indirizzata principalmente agli stati (ma anche a organismi pubblici e privati) ed intende fornire una cornice di principi e procedure per guidare gli stati nel formulare le leggi. (articolo 2)

Tratta i problemi etici riguardanti la medicina, la biologia e le tecnologie associate. (articolo 3)
Più in specifico:
- Salvaguardia del benessere, dell'autonomia e della vulnerabilità del singolo:
  - gli interessi ed il benessere dell'individuo devono avere la priorità sul solo interesse della società o scienza (articolo 3)
  - Si devono massimizzare i benefici a pazienti e partecipanti alle ricerche, minimizzarne i danni. (articolo 4)
  - Autonomia delle persone di prendere decisioni. Per le persone incapaci devono essere prese speciali misure per proteggere i loro diritti. (articolo 5)
  - Ogni intervento medico sia di carattere preventivo che diagnostico o terapeutico, deve essere realizzato con il previo libero e informato consenso della persona interessata, basato su un'adeguata informazione. Il consenso, dove appropriato, deve essere espresso chiaramente e può essere ritirato dalla persona interessata in qualsiasi momento e per qualsiasi motivo, senza conseguenti svantaggi o pregiudizi. (articolo 6)
  - La ricerca scientifica deve essere realizzata con il consenso previo, libero, espresso e informato della persona coinvolta. L'informazione deve essere adeguata, fornita in modo comprensibile e deve includere le modalità per il ritiro del consenso. (articolo 7)
  - Deve essere portato rispetto per la vulnerabilità umana e l'integrità della persona. Nell'applicare conoscenze scientifiche avanzate, pratica medica e tecnologie associate, sarebbe necessario tenere in debito conto la vulnerabilità umana. (articolo 8)

- Salvaguardia della equità (a livello sociale)
  - Deve essere rispettata la fondamentale eguaglianza di tutti gli esseri umani in dignità e diritti, così da essere trattati in modo giusto e con equità. (articolo 10)
- Deve essere tenuto nella dovuta considerazione, l'importanza della diversità culturale e del pluralismo. Comunque tali consuderazioni non dovrebbero essere invocate a violare la dignità umana e le libertà fondamentali, non sopra i principi enunciati da tale dichiarazione. (articolo 12) –

- Salvaguardia della equità (a livello di politiche prettamente sanitarie):
  - Deve essere incoraggiata la solidarietà e la collaborazione tra gli esseri umani (articolo 13)
  - I Benefici che risultano dalla sperimentazione umana e dealle sue applicazioni, devono essere distribuite ovunque nella società, nella comunità internazionale ed in modo particolare nei paesi poveri. (articolo 15)
  - Il raggiungimento del più alto sostenibile standard di salute è uno dei diritti degli esseri umani, senza distinzione di razza, religione, credo politico, condizioni sociali ed economiche.

In particolare dovrebbe essere ottenuto l'accesso ad assistenza sanitaria di qualità in particolare per donnee bambini.
l'accesso ad una nutrizione adeguata e all'acqua
il miglioramento delle condizioni di vita e dell'ambiente 
lì'eliminazione della marginalizzazione e dell'esclusione delle persone sulla base di qualsiasi livello (articolo 14).
- Salvaguardia della equità (a livello di politiche sociali mondiali)
Non meno importanti sono gli articoli che riguardano:
  - la riduzione della povertà e dell'analfabetismo,
  - la distribuzione a tutti dei benefici derivanti dalla ricerca scientifica (articolo 15)
  - la protezione dell'ambiente, della biosfera e della biodiverdità. (articolo 17)

- Impegni dei vari stati:
  - devono incoraggiare la formazione dei comitati di etica indipendenti, pluridisciplinari e pluralisti, (articolo 19)

È da notare come le parti riguardanti i riferimenti etici alla salute ed all'equità, siano state modificate (nella versione originaria abbastanza dettagliate, successivamente ridotte) e, solo nel 
2005, reintrodotte. Ciò ad opera del Comitato intergovernativo di bioetica e per le sollecitazioni di paesi latinoamericani impegnati sul piano sociale.